# Rhamphidium brevifolium
Rhamphidium brevifolium är en bladmossart som beskrevs av Brotherus 1902. Rhamphidium brevifolium ingår i släktet Rhamphidium och familjen Ditrichaceae. Inga underarter finns listade i Catalogue of Life.